# Трусово (Астрахань)
Трусово (также имени Трусова, до 1893 года — станица Городофорпостинская (также Городовой Форпост), до 1921 года — станица Атаманская) — бывший рабочий посёлок, упразднён в 1928 году. Посёлок располагался на правом берегу Волги, напротив центра современной Астрахани. В настоящее время — центральная часть Трусовского района города Астрахани.

## История
Основан в 1785 году как казачья станица «Городовой Форпост». Сюда, на правый берег Волги, была выведена часть казаков из Казачебугоринской станицы. К 1790 году в ней проживало 28 служилых казаков. В 1859 году в станице Городофорпостинской имелось 50 дворов, проживало 232 души мужского и 211 женского пола.
В 1865 году освящён православный храм Преображения Господня. В 1885 году вместо старого храма по проекту архитектора П. А. Знаменского был построен и освящён каменный храм.
В 1893 году по ходатайству казаков станица Городо-Форпостинская была переименована в Атаманскую. В 1921 году становится фабрично-заводским поселком имени Трусова.

## Население
| 1859 | 1905 | 1914 |
| ---- | ---- | ---- |
| 443  | 2798 | 2100 |